# Vårta

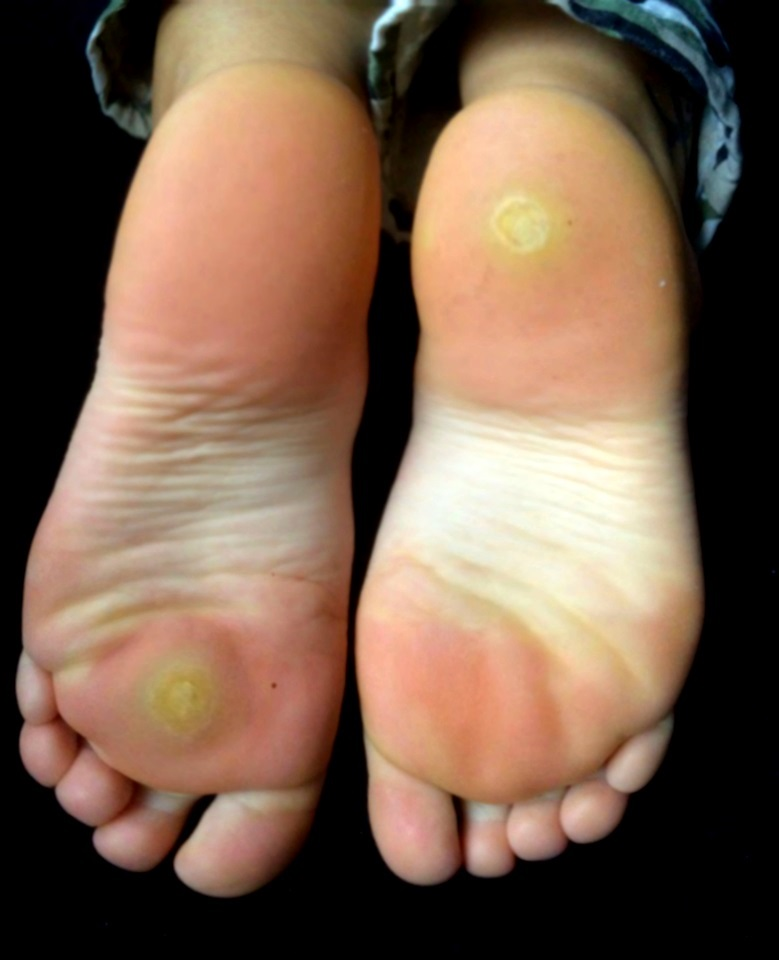
Smärtsamma vårtor på fotsulorna

En vårta (verruca) är en vanligtvis liten, skrovlig och godartad hudtumör som ofta växer på händer eller fötter. Vårtor är vanliga, och orsakas av infektion med humant papillomavirus (HPV). De smittar lättast i fuktig miljö. Vårtor kan försvinna spontant, oftast efter några månader, men kan ibland dröja kvar i åratal och även återkomma.

## Behandling
Det finns vårtmedel mot vårtor (Verruca).
Vårtor försvinner i regel av sig själva efter en tid, men det kan gå många år. Har man många eller de sitter så de är besvärande kan man bli kvitt vårtorna snabbare. Det finns flera olika behandlingar att tillgå. Vårtor kan egenbehandlas med olika preparat innehållande medel som luckrar upp, eller torkar ut vårtvävnaden. Behandlingar som behöver göras dagligen eller en gång i veckan räcker, med eller utan plåster. Det finns också frysbehandling för hemmabruk. Vårtor på trampdynan kan vara väldigt smärtsamma, och mot detta finns tryckavlastande ringar. Det kan finnas en risk för inflammation i samband med flera av de ovan nämnda behandlingsmetoderna. Närliggande vävnad kan skadas, särskilt nervbanor är ett bekymmer. Metoderna kan också ge upphov till ärr eller att vårtorna kommer tillbaka.
I sista hand kan vårtor avlägsnas via vården kryokirurgiskt genom frysning med flytande kväve, genom bränning, varvid området kring vårtan lokalbedövas, eller genom kirurgisk operation. Idag hänvisar vården mest till fotvårdare. Vårdcentraler har ofta inte resurser till vårtborttagning.